# Mentální anorexie
Mentální anorexie (latinsky anorexia nervosa, z řečtiny an – zbavení, nedostatek; orexis – chuť) je duševní nemoc spočívající v odmítání potravy a vybudováním si závislosti na pocitu hladu vycházející ze zkreslené představy o svém těle; spolu s bulimií se řadí mezi tzv. poruchy příjmu potravy.
Je provázena vtíravými myšlenkami strachu z tloustnutí, které vedou k cílenému snižování váhy a následným rozvojem i velmi závažných metabolických obtíží (zhoršení kvality vlasů a kůže, srdeční arytmie, poškození vnitřních orgánů, dlouhodobé vynechání menstruace, problémy s pamětí a koncentrací, později i osteoporóza). Patří mezi jedno z psychických onemocnění s nejvyšší úmrtností pacientů.
Naproti historickým zkušenostem se objevuje jak u žen tak i u mužů, kdy se typicky rozvine v pubertě nebo adolescenci, ale ani pozdější nástup není výjimkou. Vyskytuje se celosvětově a ve všech věkových skupinách.

## Charakteristika mentální anorexie
Mentální anorexie je dlouhodobá psychická nemoc spočívající v odmítání potravy a neschopnosti udržet si normální zdravou váhu. Je spojená se špatným sebeobrazem (pacient si připadá obézní i ve chvíli, kdy je reálně podvyživený). Ve vážnějších případech končí smrtí, údaje z literatury zmiňují 5 až 6 % všech pacientů.

### Rizikové faktory vzniku
Stejně jako u dalších psychických onemocnění je mentální anorexie do jisté míry podmíněna osobností jedince a interakcí jeho genetických predispozic s prostředím. Její plné rozvinutí ovlivňuje souhra více faktorů v prostředí člověka, které mohou nemoc spustit nebo jejímu vzniku naopak efektivně bránit. U každého pacienta se tak může porucha rozvinout na základě souhry jiných a jinak výrazných faktorů nebo životních událostí.

#### Osobnostní faktory
Mezi osobnostní rizikové faktory (tedy charakter člověka) se řadí obsedantně-kompulzivní rysy (ne nutně porucha jako taková), perfekcionismus a výrazná potřeba pro pořádek, uspořádání a kontrolu nad věcmi. (Štíhlá postava může být vnímána jako důsledek silné sebekontroly jedince.) Tyto osobnostní znaky mohou být v rodině dědičné a jsou zjistitelné již v dětství.

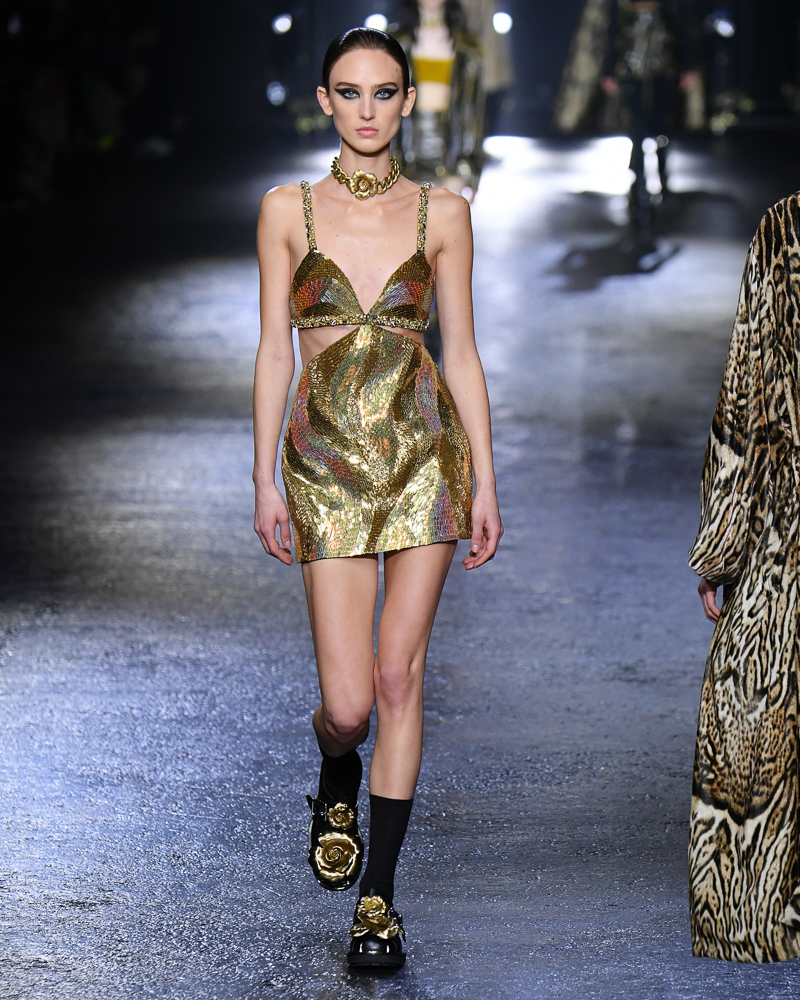
Modeling patří dlouhodobě k povoláním s vysokým podílem lidí s velmi nízkým BMI indexem, včetně vyššího výskytu poruch příjmu potravy u žen i mužů

#### Životní události a prostředí
Mezi životní události, kterou mohou vést k počátku onemocnění, patří proběhlá traumata matek a jejich dětí, se kterými se nedokázaly vyrovnat, např. ztráta blízkého, rozpad rodiny, rozvod nebo i sexuální násilí. Obsese vzhledem a stravou pak funguje jako možnost úniku k jinému tématu. Kritické poznámky okolí ke vzhledu a fyzické kondici proto nemusí být primární příčinou onemocnění, ale mohou fungovat jako spouštěč onemocnění.
Významný vliv na rozvoj onemocnění má tlak okolí na pacienta, ať už od vrstevníků, rodiny nebo kulturní vliv (jako aktuální trendy v ideálu krásy prezentovaném v médiích). Významnou roli hrají kulturní ideály krásy, které v západní kultuře ani neodpovídají fyzickým možnostem člověka. Přičemž některé etnické skupiny mohou být následkem toho k poruchám příjmu potravy citlivější než jiné (v USA byla zjištěna například vyšší odolnost afroamerické komunity oproti hispánské).
Rodinné prostředí může vzniku poruchy napomáhat nebo ji udržovat. Negativní vliv má vysoké očekávání rodiny vůči dítěti, historie výskytu onemocnění v rodině nebo špatný sebeobraz a vztah k jídlu u rodičů. Děti z rodin s výskytem mentální anorexie mají vyšší riziko, že je onemocnění postihne také. Naopak jako protektivní znaky v rodině se ukazují zdravá váha matky dítěte a její vysoké sebevědomí.
Dalším rizikovým faktorem jsou zaměstnání a koníčky, které silně tlačí na fyzický vzhled a váhu jako modeling, gymnastika, balet nebo dostihové jezdectví.

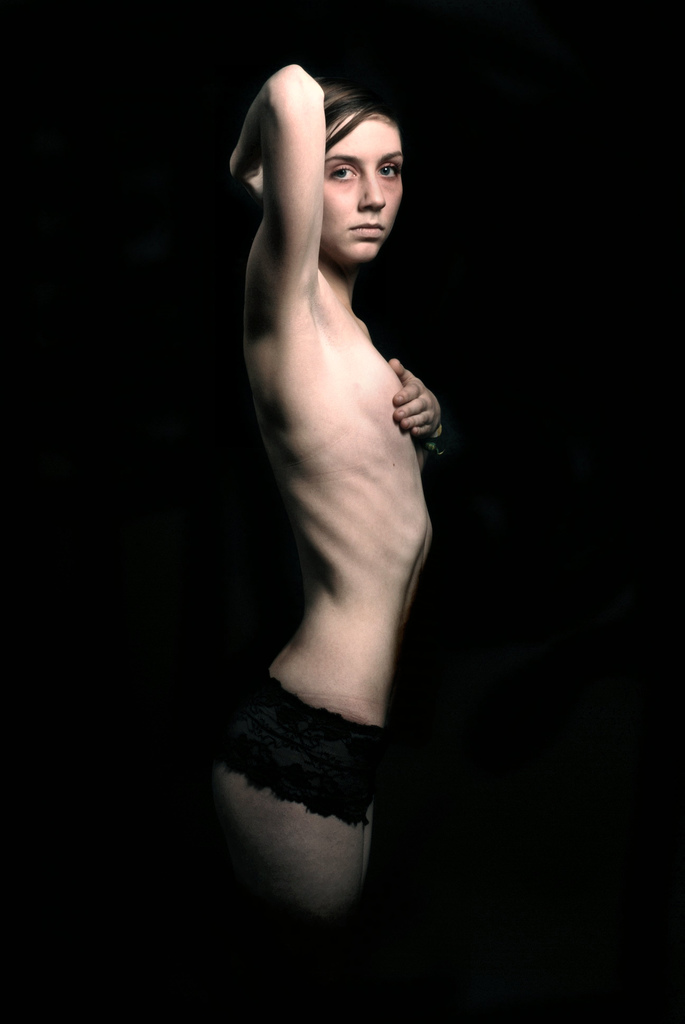
Hashtagy jako thinspiration nebo pro-ana sdružují obrázky dívek s viditelně nízkým BMI indexem až podvýživou, často odhalené v pozicích, kdy jsou viditelné jejich vystouplé kosti

#### Sociální sítě a internet
Výzkumy se zabývají také vlivem sociálních sítí, video platforem (např. YouTube) a médií obecně na vznik poruch příjmu potravy a poruch vnímání vlastního těla. Skrz tyto platformy se šíří obsah podporující osoby v dalším udržování těchto poruch stejně jako obsah vedoucí k nezdravé potřebě srovnávat se s ostatními, která napomáhá vzniku poruch. Osoby, které se obávají o svůj vzhled na sociálních sítích (Facebook, Instagram), mají statisticky větší sklony k poruchám příjmu potravy. Média a sociální sítě však nejsou u pacientů jedinou nebo zdaleka hlavní příčinou vzniku poruch. Mohou ji ale efektivně udržovat stejně jako rodinné zázemí, které podporuje nežádoucí vztah k tělesnému obrazu nebo výživě.
Sociální sítě mohou mít i potenciální pozitivní dopad. Platformy jako Instagram zároveň umožňují i sdílení příběhů úspěšné léčby mentální anorexie nebo zdravých návyků spojených se stravováním i cvičením a mohou tak pacientům poskytovat motivující vzory a komunitní podporu. Studie ale varují i před neověřeným obsahem pro léčící se pacienty nebezpečným. I příspěvky označené jako pomáhající obsahují často známky pokračujícího onemocnění autora a nezdravých návyků spolu s vyhýbáním se odborné léčbě. Stejné riziko je u některých videí na YouTube, které ačkoli podporují anorexii, maskují se za informační videa o kráse a výživě. S podobným problémem se potýká i sociální síť TikTok, kde videa bojující proti anorexii nebo se snažící o osvětu o této nemoci vedou k podpoře nežádoucího chování u jejích uživatelů.
Ačkoli se sociální sítě a internetové portály dlouhodobě snaží o cenzuru obsahu propagujícího anorexii (skrz moderování a následné mazání příspěvků označených hashtagy, resp. klíčovými slovy, jako pro-ana, thinspiration, thinspo apod.), využívání algoritmů pro cílené doporučování dalšího obsahu na základě předchozího zájmu vede pouze k efektivnímu nabízení dalšího závadného a dosud necenzurovaného obsahu uživatelům. Tvůrci příspěvků se navíc záměrnými překlepy v klíčových slovech snaží moderování jimi vkládaného obsahu vyhnout.
V českém internetovém prostoru byl historicky zaznamenám negativní vliv tzv. „pro-ana blogů“ sloužících ke sdílení a propagaci anorexie mezi mladými dívkami. Rozšířené byly hlavně na dnes již neexistujícím serveru blog.cz (provoz byl ukončen v srpnu 2020). Blogy sdílely jídelníčky dívek, jejich změny váhy, různé deníkové zápisy, motivační obrázky a citáty, včetně tzv. „dopisu od Any“, motivačního textu popisujícího cíle a postup drastického hubnutí za každou cenu.

#### Další vlivy
Jiná duševní onemocnění mohou mít také souvislost s následným rozvojem mentální anorexie, běžně například úzkosti a deprese nebo i některé podtypy narcistické poruchy. 
Dodržování redukčních diet osminásobně zvyšuje riziko vzniku mentální anorexie a bulimie. Až třetina pacientů trpících mentální anorexií prošla také obdobím tělesné nadváhy nebo obezity.

### Průběh onemocnění

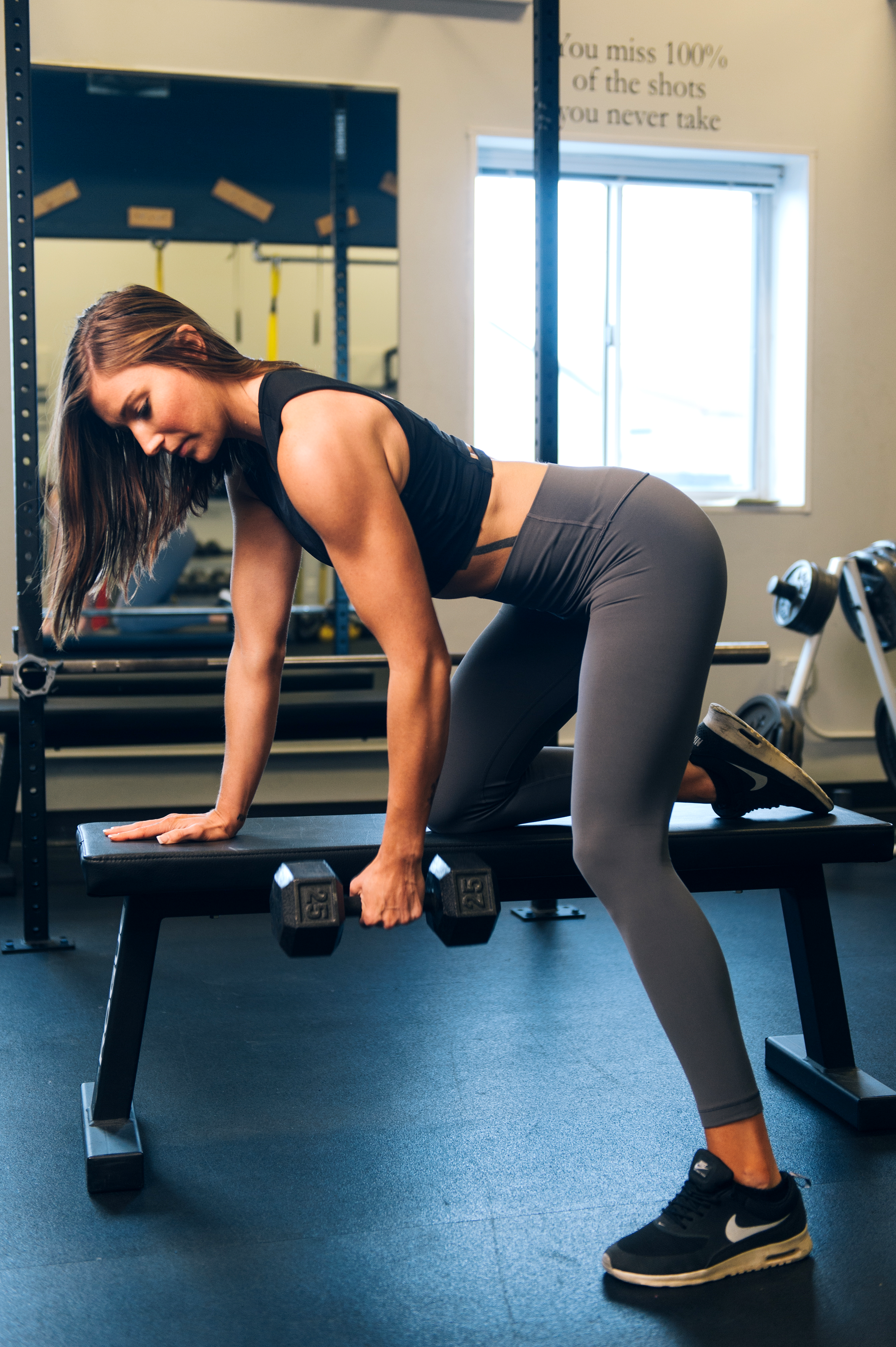
Náhlý přílišný (až obsedantní) zájem o fitness a posilování může být jedním z průvodních jevů mentální anorexie ale i jiných poruch u dospívajících dívek a chlapců

Mentální anorexie se rozvine nejčastěji v pubertě nebo adolescenci, typicky kolem 15 let (s vysokým nárůstem mezi 13 a 16 lety, ale u některých jedinců i dříve). Další výrazně rizikové období návratu nebo rozvoje onemocnění u žen je věk okolo menopauzy. Rozvoj a výskyt onemocnění však u pacientů s věkem klesá.
Riziko vzniku onemocnění je dané kombinací faktorů, její počátek je ale možné často najít v reakci na nějakou novou složitou životní situaci či událost, se kterou se daný jedinec nedokáže vypořádat (rozvod rodičů, úmrtí v rodině apod.). Nemoc má i v případě úspěšné léčby vysokou návratnost, do roku a půl od ukončení léčby uvádí literatura až 35 %. U pacientů s mentální anorexií může také dojít k pozdějšímu rozvoji bulimie a naopak.

#### Primární projevy nemoci
Pro mentální anorexii je charakteristické snižování hmotnosti úmyslně vyvolané daným jedincem, který tak činí snižováním svého příjmu tekutin a potravy, což dále v mnoha případech posiluje zvyšováním energetického výdeje (cvičením a různými sportovními aktivitami). Mezi další využívané prostředky patří vyprovokované zvracení, průjmy (cílené užívání laxativ) či užívání anorektik a diuretik. V tom se může nemoc překrývat s projevy bulimie, která je typičtější pocitem ztráty kontroly nad jídlem, což vede k pravidelnému záchvatovitému přejídání, případně i s následným záměrným vyzvracením potravy.
Nemoc je tak okolím odhalena často kvůli drastickému úbytku váhy jedince a změnám v chování. Může jít o nápadné zvýšení zájmu o fyzickou aktivitu (snaha zbavit se přebytečných kalorií), změnu v oblékání (maskování úbytku váhy), uzavírání se před rodinou a přáteli, změny nálad (podrážděnost, smutek), zvracení a nákupy dosud neužívaných léčiv. Literatura ale hovoří i o atypické mentální anorexii, kdy přes všechny podobnosti v průběhu a projevech nedochází k takovému úbytku na váze a nemoc je tak mnohem obtížnější odhalit.

#### Sekundární projevy nemoci
Vzhledem k různému stupni podvýživy pacienta se u této nemoci v průběhu času objevují i různé typy metabolických poruch s různou závažností. Spektrum sekundárních projevů je závislé i na předchozím zdravotním stavu a existujících komorbiditách pacienta. Všechny tyto projevy se tak nemusí rozvinout u všech pacientů. 
Mezi sekundární projevy spojené s mentální anorexií patří:
- Metabolické znaky – snížená hladina draslíku, edémy, metabolická alkalóza
- Gastrointestinální trakt – zpomalené vyprazdňování žaludku, zácpa, vzácněji záněty slinivky břišní
- Kardiovaskulární systém – bradykardie a hypotenze (u naprosté většiny pacientů[50]), srdeční arytmie
- Hematologické problémy – anémie (až u třetiny pacientů[50]), trombocytopenie, hypercholesterolémie
- Kožní problémy – suchá a praskající kůže (včetně krvácení prstů), slabá tolerance teplot (pocity chladu) a růst lanuga na obličeji a podél páteře
- Plicní – rozedma plic (emfyzém), záněty plic (vdechnutí zvratků), vzácně i spontánní pneumotorax
- CNS – atrofie mozku, poruchy paměti a koncentrace
- Neurologické – křeče, svalová slabost
- Hormonální – změny v hladinách pohlavních hormonů (estrogen, testosteron, gonadotropin, lutienizační hormon a další), růstových hormonů a hormonů štítné žlázy, které vedou k řídnutí kostí (následně tak i k poruchám krvetvorby), ztrátě ovulace a tedy i menstruace (amenorrhoea), problémy se ztrátou libida, potencí a tím neplodností

Kromě mnoha fyzických problémů se objevuje také řada problémů psychických:
- pocity smutku, osamocení, zoufalství, bezmoci, deprese
- sebevražedné sklony – sklony k sebepoškozování, zneužívání návykových látek (alkohol)[51]

V extrémních případech může vést mentální anorexie až ke smrti pacienta, ať už přímo selháním organismu nebo sebevraždou. Projevy onemocnění mohou mít vzhledem ke své povaze negativní vliv jak na rodinné, přátelské i milostné vztahy, pracovní nasazení i vzdělávání pacienta. Sociální izolace a neschopnost návratu k normálnímu životu kvůli přílišné obsesivní kontrole příjmu potravy a neustálému vyhýbání se jídlu vede k depresi, ztrátě smyslu života a následným pokusům o sebevraždu.

### Rozdíly dle pohlaví
Historicky je mentální anorexie považována za chorobu postihující mladé ženy, ale její výskyt je dnes známý u obou pohlaví. Vědecké studie odhadují její výskyt v populaci u asi 4 % žen a 0,3 % mužů.
U mužů se častost výskytu anorexie liší od žen. Muži obecně přistupují k poruchám příjmu potravy odlišně: statisticky častěji než ženy řeší domnělou přílišnou konzumaci jídla intenzivním cvičením (může vést až k rozvoji poruch jako ortorexie a bigorexie), zabývají se více množstvím svalové hmoty, méně častěji podceňují velikost svého těla a v případě negativního sebeobrazu těla u nich převládá přejídání se nad omezováním se. Vzhledem k historickému zkreslení vnímání poruch příjmu potravy jako ženských onemocnění jsou ale muži více náchylní k odmítání léčby.

## Diagnostická kritéria

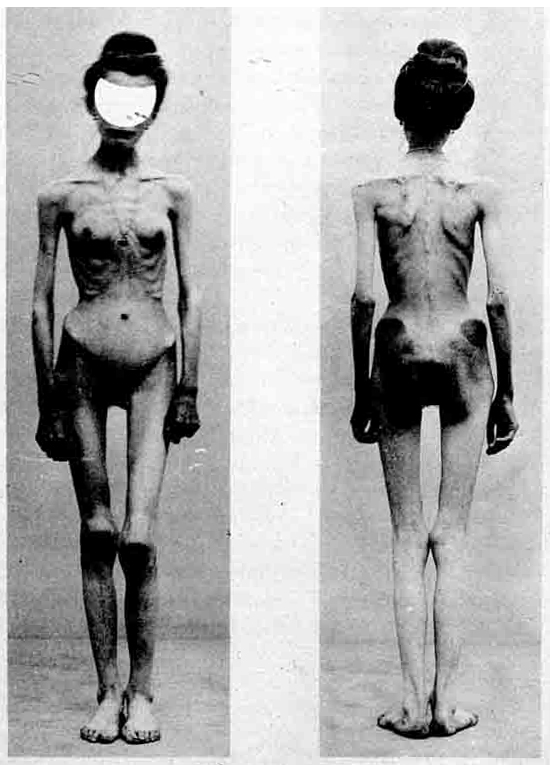
Žena trpící anorexií, publikováno roku 1900 ve francouzském medicínském journale.

Aby se tato porucha dala diagnostikovat, musí být splněná tato kritéria (podle mezinárodní klasifikace nemocí MKN 10):
- Úbytek hmotnosti (nebo u dětí chybění přírůstku hmotnosti) minimálně o 15 % oproti tělesné hmotnosti normální pro daný věk a výšku, nebo je BMI index 17,5 a méně
- Hmotnost si pacient/pacientka snižuje sám/sama dietami a odmítáním potravy
- Vnímání sebe sama jako příliš tlusté/tlustého, přetrvávající strach z tloušťky, zkreslených představách o vlastním těle
- Výrazná porucha hypotalamo-hypofyzo-gonadální osy projevující se u žen amenorrheou, u mužů ztráta libida a potence
- Při vzniku onemocnění před pubertou je tato opožděna či zastavena (včetně možného pozdějšího nástupu menstruace)
- Nespavost, nesoustředěnost

### Anorexie vs mentální anorexie
Anorexie a mentální anorexie jsou dva odlišné byť částečně se překrývající pojmy. Samotná anorexie je definována jako nechutenství, tedy dočasná, většinou krátkodobá ztráta chuti k jídlu, která ale může u každého člověka trvat různou dobu. Vyskytuje se například u jedinců trpící těžkými depresemi nebo jinými psychickými problémy. Jde tedy o příznak ztráty chuti k jídlu a ne vždy je způsobena psychickými problémy nebo pocitem, že je jedinec obézní a že musí zhubnout jako je tomu u mentální anorexie, která je již klasifikovaná jako psychická porucha.

## Léčba a prevence
Léčba anorexie zahrnuje různé druhy terapie (nutriční, režimová, psychoterapie), při život ohrožujících stavech se přistupuje k hospitalizaci pacienta a další možností jsou dle původu onemocnění i farmaka (antidepresiva nebo neuroleptika). Hospitalizace pacienta trvá dle dat z roku 2017 v ČR v průměru až 6 týdnů, aby bylo možné podvýživu pacienta dostatečně ošetřit. 39 % českých pacientů bylo přitom v době hospitalizace mezi 15 až 19 lety.
Mezi terapeutické metody využívané při této nemoci patří:
- rodinná (nebo i vícerodinná terapie) – jevící se jako úspěšná u většiny pacientek s mentální anorexií v adolescenci
- kognitivně behaviorální terapie (KBT) – na ní jsou založené i svépomocné manuály pro pacienty
- kognitivně analytická terapie (CAT) – úzce založená na vztahu pacienta a terapeuta
- motivační terapie – předpokládá přání samotného pacienta se uzdravit

Důležité je nejen zlepšení vztahu k jídlu, ale celkové budování sebevědomí pacienta skrz navazování nových vztahů se svým okolím, získání nové práce či úspěchu ve škole nebo zájmu o nový koníček. Samotná rodina pacienta může mít pozitivní vliv v tomto směru, pokud přesměruje přílišnou kontrolu nad pacientem (nebo naopak vyhýbání se problému) spíše k zájmu o jeho rozvoj v dalších oblastech.
Prevencí a pomocí při léčbě anorexie a dalších poruch příjmu potravy se v ČR dlouhodobě zabývá Centrum Anabell a další neziskové organizace. Odborníci však varují před neodborně vedenými preventivními školními programy, které mohou naopak k rozvoji poruch příjmu potravy přispívat, například nevhodným komentováním a kontrolou váhy dětí nebo vyvěšováním kalorických tabulek ve škole apod.

## Historie

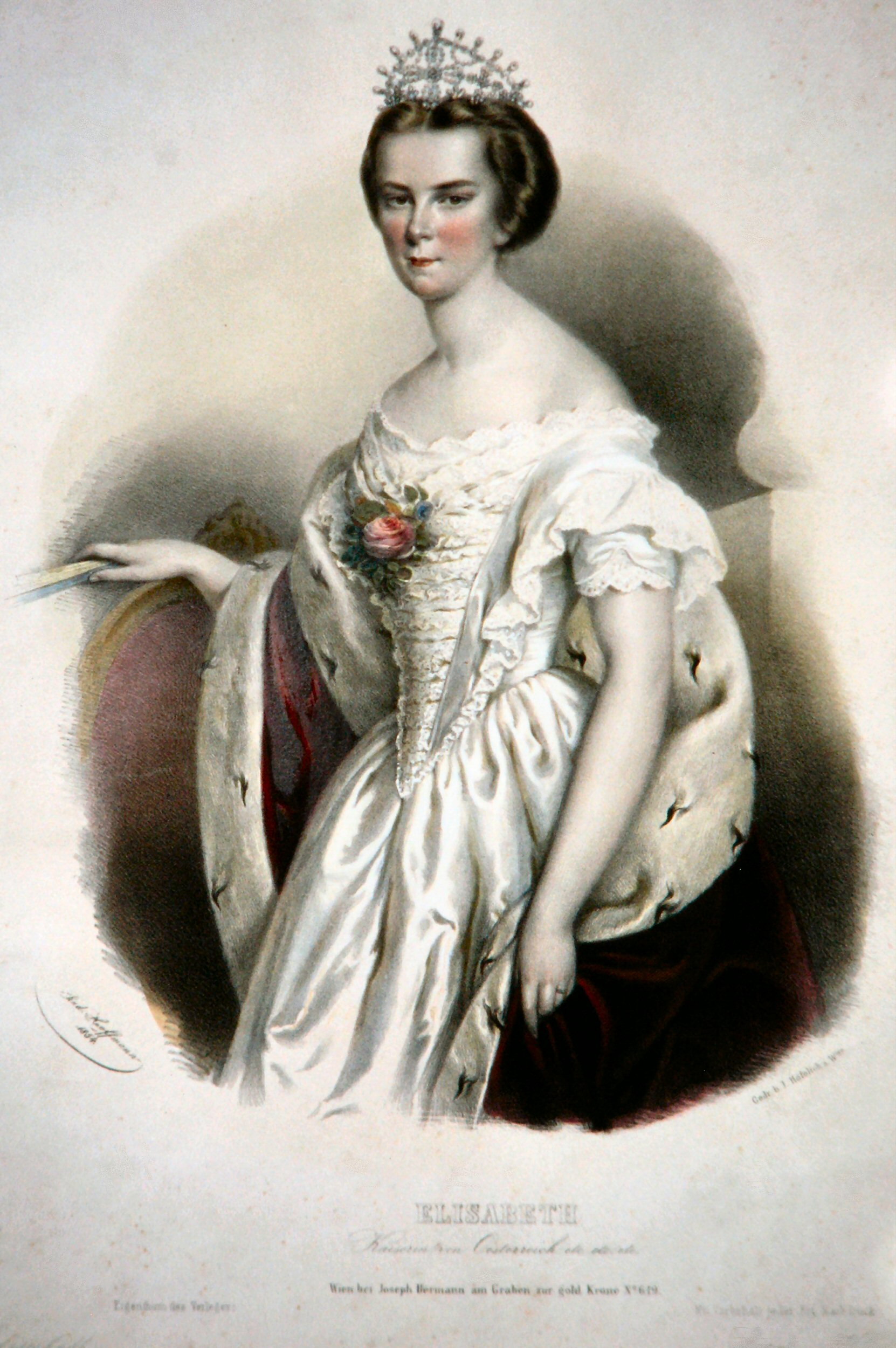
Alžběta Bavorská, císařovna rakouská (litografie Rudolfa Hoffmanna z roku 1854).

Mentální anorexii nelze jednoznačně považovat za civilizační chorobu, záznamy o ní jsou i z dřívějších století a záznamy o cíleném hladovění jdou v historii ještě dál. První úmrtí spojená se záměrným hladověním žen jsou zaznamená s rozvojem křesťanství už ve starověkém Římě. První lékařské popisy diagnóz, které by mohly odpovídat současné diagnóze mentální anorexie, se objevili už v 17. století v Anglii. Autorství termínu oficiálního názvu nemoci „anorexia nervosa“ je připisováno siru Williamu W. Gullovi (1816–1819), který v roce publikoval svou odbornou přednášku již pod tímto termínem. Ve stejném století byla mentální anorexie popisována primárně jako nemoc mladých dívek spojená s odmítáním potravy, drastickým úbytkem váhy a neklidem.
Nezdravé hubnutí bylo posedlostí i císařovny Alžběty Bavorské (1837–1898), známé pod přezdívkou Sissi. Její tělesná hmotnost nikdy nepřesáhla 55 kg, držela drastické diety – jedla jen ovoce a pila šťávu ze syrového masa, nosila přehnaně utažené šněrovačky – poté se dokonce do korzetů nechávala zašívat a veškerý volný čas naplňovala sportem[zdroj?]; Sissi si údajně nikdy nesedla, ani ve svých pokojích neměla židle, a při hostinách používala zvláštní klekátka.[zdroj?] Brigitte Hammannová, která napsala její životopis, doslova uvádí, že Alžběta Bavorská vykazovala veškeré znaky mentální anorexie. Hmotnost 55 kg, která je uvedena výše, je nejvyšší hmotností, jíž při svých 172 cm dosáhla (většinou se její hmotnost pohybovala mezi 44 a 48 kg).[zdroj?] Hmotnost si kontrolovala třikrát denně. Tento stav byl zapříčiněn princezniným neuspokojivým manželským a společenským životem, nároky, které na ni byly kladeny, a rovněž i jejími rodinnými předpoklady.[zdroj?]
Během 18. století se ideální obraz ženského těla postupně měnil z oblého a plného na křehký a štíhlý. Rozvoji anorexie na přelomu 20. a 21. století napomáhala především kultura diet a nerealistický obraz hlavně ženského těla prezentovaný v médiích, filmovém a hudebním průmyslu hlavně v západní kultuře a následně přenesený do celého světa. S výskytem celého spektra poruch příjmu potravy včetně mentální anorexie je tak možné se setkat i u mnoha světových celebrit, včetně slavných modelek. Z českých celebrit s onemocněním bojovaly například Hana Vágnerová, Eliška Bučková, Michaela Nosková nebo Františka Čížková.
Byť je v rámci výzkumu diskutován možný evoluční význam mentální anorexie, v současnosti je nemoc spíše důsledkem vlivu ve společnosti dominantnějších jedinců na slabší skrz potlačování zdravého vnímání vlastního těla a stanovení nerealistických nároků na vzhled.